# ARM Allende (F-211)
La ARM Allende (F-211) es una fragata de la Armada de México, comprada a la Armada de los Estados Unidos donde sirvió con el nombre de USS Stein.
La fragata USS Stein (FF-1065) catalogada inicialmente como destructor escolta de clase Knox. Posteriormente, fue reclasificada posteriormente como fragata por la marina militar estadounidense.
La USS Stein fue llamada así en honor a Tony Stein, el primer infante de marina estadounidense en recibir la Medalla de Honor, por sus acciones en la batalla de Iwo Jima. 
La Stein fue puesta en grada el 1 de junio de 1970 en Seattle, Washington, en los astilleros Lockheed Shipbuilding and Construction Company; botada el 19 de diciembre de 1970 con el amadrinado por Rose S. Parks, y puesta en servicio el 8 de enero de 1972 bajo el mando del comandante Nepier V. Smith. 
La Stein fue dada de baja el 19 de marzo de 1992 y eliminada del Naval Vessel Register el 11 de enero de 1995. Posteriormente, fue vendida a la Armada Mexicana, donde fue renombrada ARM Allende (FF-211) en honor de Ignacio Allende.